# 160 Una
A 160 Una a Naprendszer kisbolygóövében található aszteroida. Christian Heinrich Friedrich Peters fedezte fel 1876. február 20-án.